# Красичі
Красичі (пол. Krasice) — село на Закерзонні в Польщі, у гміні Красичин Перемишльського повіту Підкарпатського воєводства.
Населення — 82 особи (2011).

## Географія
Село роміщене на відстані 3 кілометри на південний захід від центру гміни села Красичина, 10 кілометрів на захід від центру повіту міста Перемишля і 54 кілометрів на південний схід від центру воєводства — міста Ряшева.

## Історія
Село згадується в документі 1446 р.
За королівською люстрацією 1589 р. село входило до складу Перемишльської землі Руського воєводства, село було у власності шляхтичів Красицьких.
У 1880 р. Красичі належали до Перемишльського повіту Королівства Галичини та Володимирії Австро-Угорської імперії, у селі було 265 жителів і 49 на землях фільварку (більшість — греко-католики, за винятком кільканадцяти римо-католиків).
У 1939 році в селі проживало 420 мешканців, з них 400 українців-грекокатоликів, 5 українців-римокатоликів, 10 поляків, 5 євреїв. Село входило до ґміни Ольшани Перемишльського повіту Львівського воєводства.
Після Другої світової війни українців добровільно-примусово виселяли в СРСР. Решту українців у ході етнічної чистки під час проведення Операції «Вісла» було депортовано на понімецькі землі у західній та північній частині польської держави. В село заселено поляків.
У 1975-1998 роках село належало до Перемишльського воєводства.

## Церква
Вперше церква в селі документується в 1540 р.

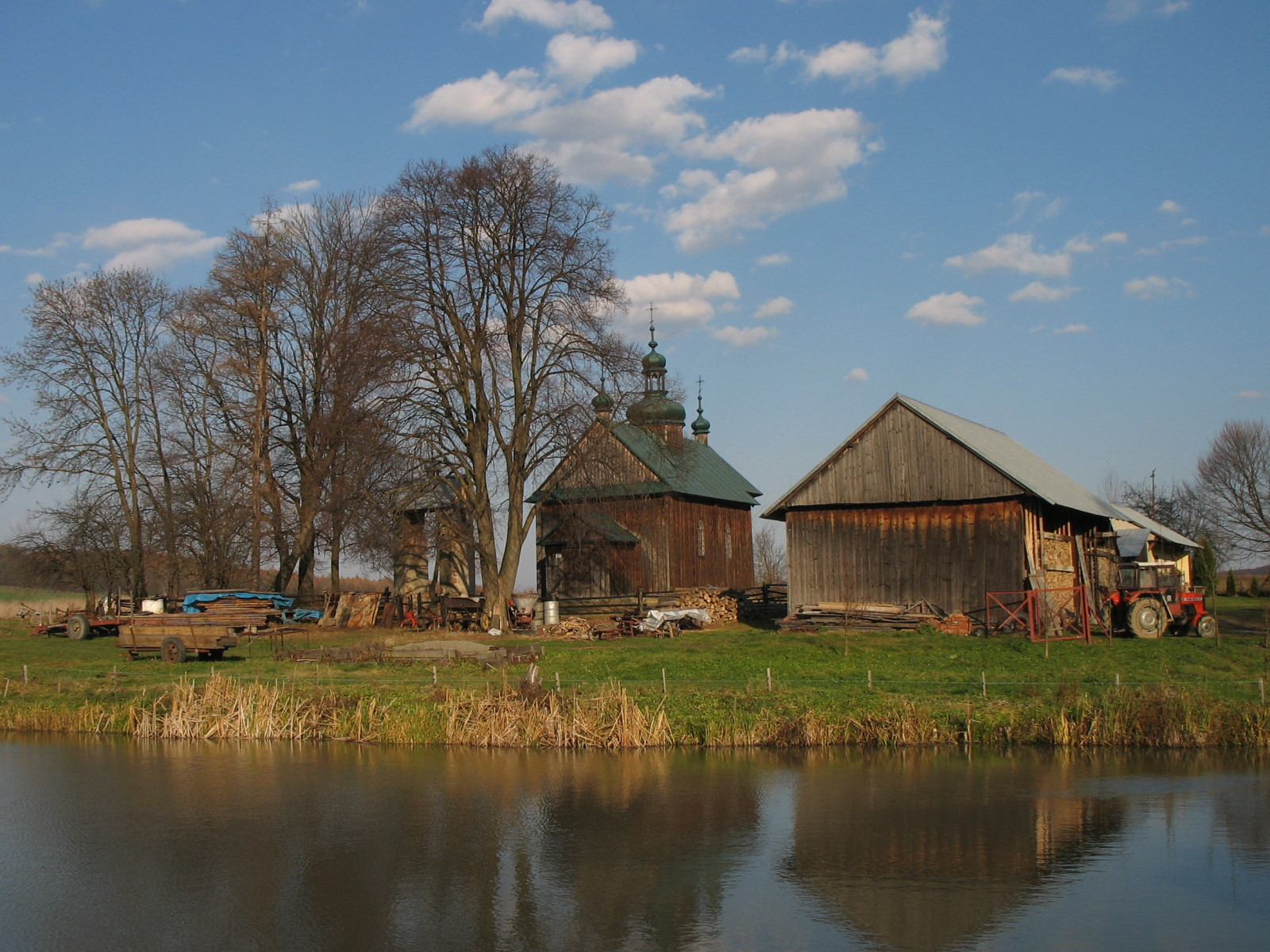

У 1899 р. на місці попередньої дерев’яної українці збудували нову греко-католицьку церкву св. Михаїла. До їх депортації була філіяльною церквою, яка належала до парафії Коритники Перемиського деканату Перемишльської єпархії, надалі понад 50 років стояла пусткою. Тепер спорадично відбуваються греко-католицькі відправи. Поруч із церквою стоїть мурована ширмова дзвіниця.

## Демографія
Демографічна структура станом на 31 березня 2011 року:
|          | Загалом | Допрацездатний вік | Працездатний вік | Постпрацездатний вік |
| -------- | ------- | ------------------ | ---------------- | -------------------- |
| Чоловіки | 42      | 7                  | 34               | 1                    |
| Жінки    | 40      | 6                  | 21               | 13                   |
| Разом    | 82      | 13                 | 55               | 14                   |